# James Mackie
James (Jem) Mackie (18 de mayo de 1821 - 28 de diciembre de 1867)  fue un político y jugador de rugby británico, a veces acreditado como creador de dicho deporte.

## Rugby
A veces se acredita a Mackie como el creador del rugby. Se dice que cuando era estudiante en la Escuela de Rugby, entre 1838 y 1839, recogió el balón y corrió con él, llegando a ser conocido como "el primer gran corredor". Esto iba en contra del reglamento del football, que indicaba que cuando una pelota fuera atrapada el jugador debía retirarse y patear hacia la meta.
Sin embargo, el invento del deporte se atribuye con mayor frecuencia a William Webb Ellis, quien estuvo en la escuela desde 1816 hasta 1825. El crédito puede haber sido otorgado a Webb Ellis cuando Mackie fue expulsado de la escuela antes de que la práctica fuera legalizada por la escuela en 1841, antes de que se dictara un conjunto de reglas acordado, y su expulsión lo convirtió en un "modelo a seguir indeseable". De hecho, en una investigación de 1895, el autor Thomas Hughes dijo que Mackie había sido el primero en practicar el deporte de esta manera. 

## Carrera política
Siguiendo los pasos de su padre, John Mackie, fue elegido MP para Kirkcudbrightshire por el Partido Whig en 1857. Ocupó el cargo hasta su muerte en 1867, pasándose al Partido Liberal en 1859. Su muerte desencadenó la elección parcial de Kirkcudbrightshire de 1868. 